# 莫爾巴赫河 (塞巴赫河支流)
49°37′40″N 10°56′19″E / 49.62769°N 10.93848°E
莫爾巴赫河（德語：Mohrbach），是德國的河流，位於該國東南部，由巴伐利亞負責管轄，屬於塞巴赫河的左支流，河道全長13.1公里，流域面積37.6平方公里。